# Иван Карлов
 Иван Ангелов Карлов е български офицер и политик.

## Биография
Иван Карлов е роден в драмското село Плевня, тогава в Османската империя, днес в Гърция. Завършва с последния двадесет и седми випуск Солунската българска мъжка гимназия през 1913 година..
Завършва Военното училище в София през 1915 година и участва в Първата световна война като поручик, офицер ординарец в щаба на Десета артилерийска бригада. За отличия и заслуги през втория период на войната е награден с орден „За заслуга“.
След края на войната живее в Свиленград, където по-късно е помощник-кмет. По време на Българското управление в Македония и Западна Тракия е помощник-кмет на Драма.